# Markéta Pekarová Adamová
Markéta Pekarová Adamová (* 2. října 1984 Litomyšl) je česká politička, od listopadu 2021 předsedkyně Poslanecké sněmovny Parlamentu České republiky. Od roku 2019 je předsedkyní TOP 09, v letech 2015–2019 byla místopředsedkyní této strany. Poslankyní byla poprvé zvolena v říjnu 2013 na pražské kandidátce TOP 09 a znovuzvolena v letech 2017 a 2021. V období 2010 až 2018 působila jako zastupitelka městské části Praha 8, kde byla mezi roky 2010 až 2014 také radní.

## Život
Narodila se v Litomyšli jako nejstarší ze tří dětí do rodiny švadleny a řezníka, vyrůstala ve Svitavách. Studium na střední a poté vysoké škole si musela doma vybojovat. Od třinácti chodila na brigády. Po absolvování Gymnázia ve Svitavách (1996 až 2004) se přestěhovala do Prahy, kde začala pracovat v obchodním oddělení společnosti T-Mobile Czech Republic. V letech 2006 až 2008 vystudovala bakalářský obor andragogika a personální řízení na Filozofické fakultě Univerzity Karlovy v Praze. Obhájila bakalářskou práci Zaměstnavatelnost zdravotně postižených a získala titul bakalářky. Od roku 2009 studovala na Masarykově ústavu vyšších studií Českého vysokého učení technického obor podnikání a management v průmyslu. Roku 2011 obhájila diplomovou práci Diversity management a získala titul inženýrky.
Ve společnosti T-Mobile pracovala téměř čtyři roky, především v obchodním oddělení. V letech 2008 až 2010 působila v personální a vzdělávací agentuře, v níž se věnovala přípravě vzdělávacích kurzů pro firemní klientelu.
Součástí jejího života se stala dobrovolnická práce. Věnovala se jednak mezinárodnímu dobrovolnictví (pracovní „workcampy“ v dětských domovech v Arménii a Maroku, pracovala s postiženými lidmi v Srbsku a absolvovala environmentální projekt ve Skotsku), jednak spoluorganizování českých dětských táborů a akcím pro děti ze sociálně znevýhodněného prostředí. Hovoří anglicky.
Na jaře 2016 se vdala, jejím manželem je IT specialista ze Slovenska Tomáš Pekara.

## Politické působení
V roce 2009 vstoupila do nově vzniklé TOP 09. Do té doby se aktivně politicky neangažovala. V květnu 2012 byla zvolena předsedkyní regionální organizace TOP 09 Praha 8, tento post v dubnu 2013 obhájila. Od září 2013 je členkou předsednictva TOP 09 Praha. Na 4. celostátním sněmu strany v listopadu 2015 v Praze byla zvolena místopředsedkyní strany. Od delegátů obdržela 145 hlasů (tj. 84 %).
V komunálních volbách v roce 2010 byla zvolena do Zastupitelstva Městské části Praha 8. Následně byla Markéta Adamová zvolena do Rady MČ Praha 8 jakožto uvolněná radní. Pod její gesci spadaly sociální oblast a protidrogová prevence. Od května 2012 se její gesce rozšířila o oblast evropských fondů. V komunálních volbách v roce 2014 obhájila za TOP 09 post zastupitelky Městské části Praha 8. Skončila však jako radní MČ.
V komunálních volbách v roce 2010 kandidovala rovněž do Zastupitelstva hlavního města Prahy, ale neuspěla.

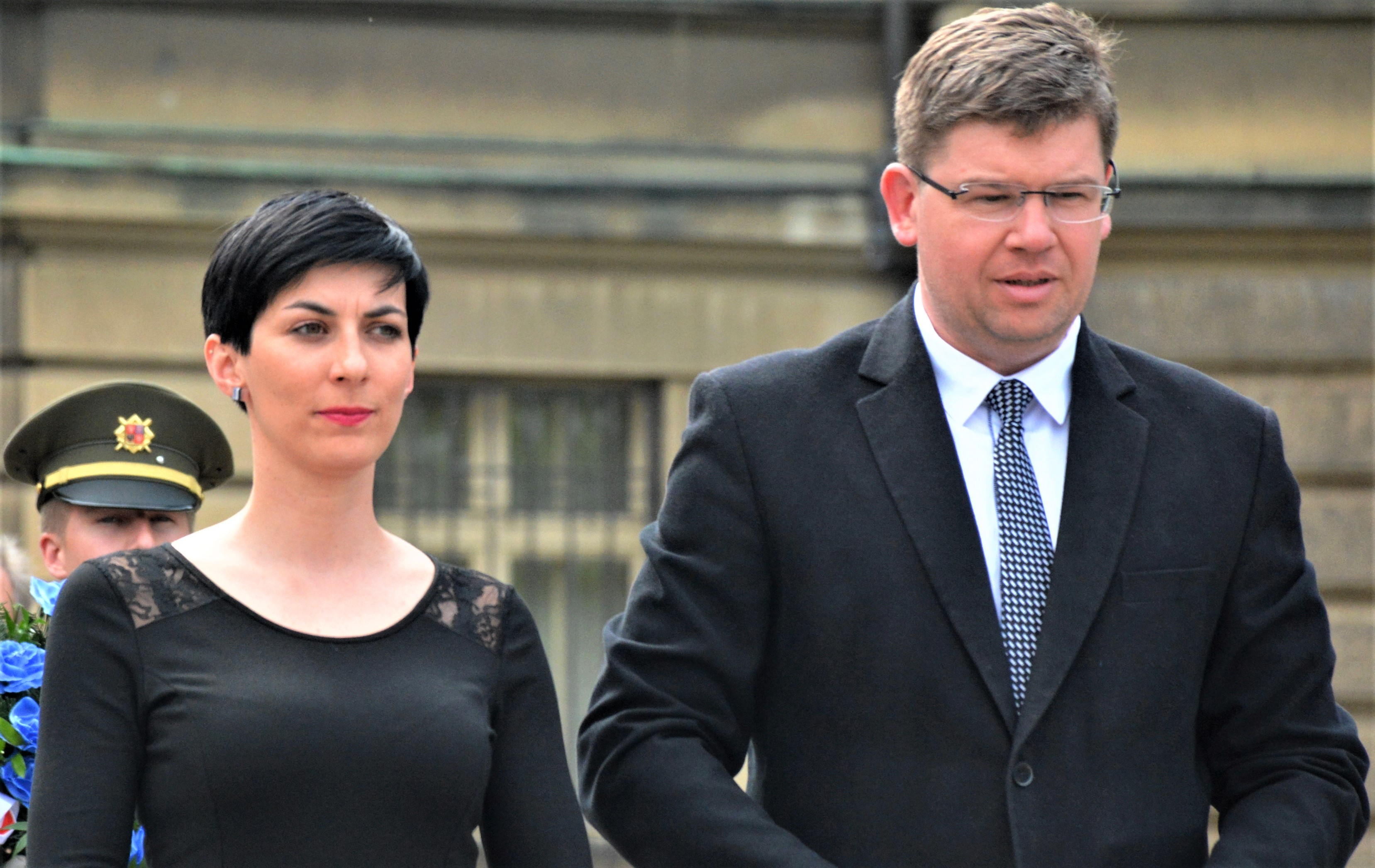
Markéta Pekarová Adamová s předsedou TOP 09 Jiřím Pospíšilem v roce 2018

Ve volbách do Poslanecké sněmovny PČR v roce 2013 kandidovala za TOP 09 ze šestého místa v hlavním městě Praze a byla zvolena. Ve volbách do Poslanecké sněmovny PČR v roce 2017 kandidovala ze druhého místa pražské kandidátky TOP 09 a mandát obhájila. Na konci listopadu 2017 se stala první místopředsedkyní TOP 09, získala 140 hlasů a porazila tak Lukáše Otyse (33 hlasů).
Na konci srpna 2019 oznámila, že se bude na podzimním sněmu TOP 09 ucházet o pozici předsedkyně strany. Tou byla druhý den sněmu, v neděli 24. listopadu 2019 zvolena, když získala 96 ze 177 hlasů (53,9 %) a porazila svého protikandidáta, senátora Tomáše Czernina. Ten byl zvolen 1. místopředsedou strany.
Ve volbách do Poslanecké sněmovny PČR v roce 2021 byla z pozice členky TOP 09 lídryní kandidátky koalice SPOLU (tj. ODS, KDU-ČSL a TOP 09) v Praze. Získala 49 074 preferenčních hlasů (tedy druhý nejvyšší počet v ČR po Vítu Rakušanovi) a svůj mandát obhájila.
Vznikající pětikoalice SPOLU a PirSTAN se domluvila, že bude jejich společnou nominantkou na post předsedkyně Poslanecké sněmovny PČR ve volebním období 2021 až 2025. Do této funkce byla zvolena dne 10. listopadu 2021 a nahradila tak Radka Vondráčka z hnutí ANO. Při tajné volbě obdržela 102 ze 122 odevzdaných platných i neplatných hlasů.
V listopadu 2021 též obhájila pozici předsedkyně TOP 09. Jakožto jediná kandidátka získala 163 ze 179 hlasů (tj. 93 % hlasů). Předsednický mandát následně obhájila také na sněmu v listopadu 2023. Opět byla jedinou kandidátkou a obdržela 142 ze 177 hlasů (tj. 80 % hlasů).
V únoru 2025 oznámila, že ve volbách do Poslanecké sněmovny PČR 2025 nebude kandidovat. Důvodem jsou blíže nespecifikované zdravotní problémy, které souvisí se zvýšenou mírou stresu. Zároveň uvedla, že v listopadu 2025 předá na sjezdu TOP 09 svou funkci předsedkyně k dispozici. Mandát předsedkyně Sněmovny hodlá zastávat do konce volebního období. Řada kolegů jí vyslovila slova podpory, aby překonala zdravotní problémy. Předsedkyně KSČM Kateřina Konečná však na svých sociálních sítích uvedla: „Od kdy je svědomí zdravotní problém?“ Následně se za své vyjádření omluvila.

## Názory

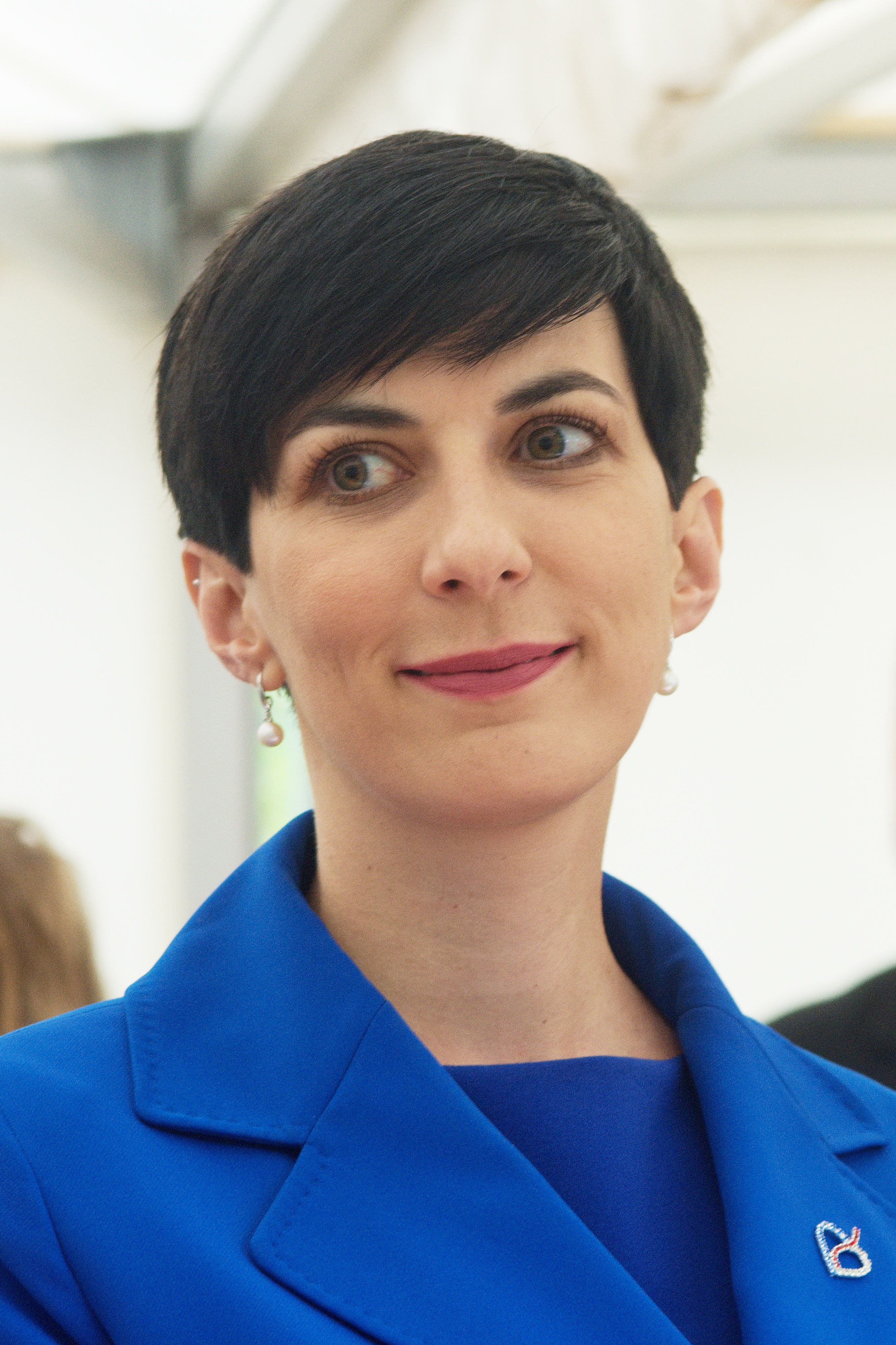
Markéta Pekarová Adamová při pietním aktu v žižkovském parku Ohrada k uctění osob podílejících se na operaci Anthropoid a atentátu na Heydricha, 27. května 2022

Podpořila ministra zahraničí Tomáše Petříčka, ministra kultury Lubomíra Zaorálka a bývalého ministra zahraničí Karla Schwarzenberga, kteří ve společném prohlášení z 23. května 2020 odsoudili plánovanou izraelskou anexi židovských osad, které Izrael od roku 1967 vybudoval na okupovaném Západním břehu Jordánu. Podle Pekarové „Izrael je náš spojenec a přítel a v takových vztazích je konstruktivní kritika namístě.“ V prosinci 2023 přiletěla s předsedou senátu Vystrčilem do Izraele, aby mu vyjádřili morální a politickou podporu ve válce s Hamásem.
V červnu 2020 odmítla povinné kvóty pro přerozdělování migrantů v rámci Evropské unie, které se snažila prosazovat Evropská komise. Podpořila naopak přijímání uprchlíků na základě dobrovolnosti a kritizovala vládu Andreje Babiše, že „odmítá pomoc našim partnerům z EU s přijetím byť i jen několika desítek dětských sirotků a odlehčením přehlcených utečeneckých táborů.“
V listopadu 2020 přivítala vítězství demokrata Joe Bidena v amerických prezidentských volbách a prohlásila, že „zakopání příkopů po Donaldu Trumpovi bude nejlepší zprávou pro USA i pro nás“.
Vyslovila se pro manželství stejnopohlavních párů a v roce 2022 byla členkou skupiny předkladatelek a předkladatelů příslušné legislativní úpravy.
V červenci 2024 se vyjádřila kriticky na adresu pirátského politika Mikuláše Peksy, který po setkání českého ministra zahraničí Jana Lipavského s izraelským ministrem zahraničí Jisraelem Kacem poukázal na údajné válečné zločiny během války Izraele s Hamásem, kterých se měl Izrael dopouštět v Gaze. Pekarová, která ve Sněmovně v červenci 2024 hostila předsedu izraelského Knesetu, uvedla, že „takové dětinské výstupy na sociálních sítích vypovídají především o tom, kdo je píše“, a dodala, že stojí „pevně za právem Izraele“ bránit se „agresi teroristů“.
Při projevu předsedkyně ruské Rady Federace Valentiny Matvijenkové na protest opustila sál. Ke svému odchodu uvedla, že „nechtěla dělat stafáž jejím lžím“ a že Matvijenková „jen papouškuje kremelskou propagandu.“

## Kritika a kontroverze
Před parlamentními volbami 2022 v Maďarsku vyjádřila Pekarová Adamová přání, aby voliči vyhnali Viktora Orbána. Výrok kritizovali jako nepřijatelný například její předchůdce Radek Vondráček, europoslanec Jan Zahradil a exministr zahraničí Tomáš Petříček. Bývalý prezident Václav Klaus vyzval sněmovnu, aby svoji předsedkyni z funkce odvolala. Kontroverzní byl výrok Pekarové Adamové, že lidé mají situaci s nedostatkem energií řešit tím, že si vezmou další svetr. Opozice ho kritizovala jako asociální a situaci by měla řešit především vláda. Jako kontroverzní a provokativní gesto označili experti darování černého trička s anglickým nápisem, že Rusko je teroristický stát, prezidentu Volodymyr Zelenskému.
V dubnu 2023 byl poprvé v historii projednáván návrh na odvolání předsedy Sněmovny, opozice vyčítala Pekarové Adamové stranění vládnímu táboru při řízení schůze. Během obstrukcí proti valorizacím penzí byla vyhlášena legislativní nouze a řečnická doba byla omezena. Předsedkyně nakonec odvolána nebyla, většina hlasujících se vyslovila proti odvolání.
Předsedkyně dolní komory Markéta Pekarová slíbila v lednu 2022, že sněmovna v roce 2022 ušetří 40 milionů korun. Ovšem sněmovna za rok 2022 naopak utratila o 141 milionů víc oproti průměru nákladů za roky 2018 až 2021. Stejně tak i v roce 2023 sněmovna rozpočet přečerpala o 43 milionů korun. Spolek Kverulant upozorňoval roku 2023 na nesplněný slib a vyzval Pekarovou Adamovou, aby se za jeho nesplnění veřejnosti omluvila, sněmovna však odpověděla výhružkou právního sporu, pokud svůj článek neodstraní. Spolek se znovu dožadoval omluvy počátkem roku 2024. Právě Pekarová Adamová od ledna do září 2024 utratila přibližně 4 miliony Kč, tedy nejvíce ze sněmovny.